# Audre insularis
Audre insularis är en fjärilsart som beskrevs av Percy I. Lathy 1932. Audre insularis ingår i släktet Audre och familjen Riodinidae. Inga underarter finns listade i Catalogue of Life.